# Torn (película)
Torn es una película de suspenso psicológico nigeriana de 2013 dirigida por Moses Inwang y protagonizada por Joseph Benjamin, Ireti Doyle y Monalisa Chinda. Recibió cinco nominaciones en los premios Best of Nollywood Awards 2013 en las categorías Director del año, Película del año, Mejor edición, Mejor guion y Mejor actriz protagonista, aunque no ganó ningún premio.

## Elenco
- Ireti Doyle como Ovu
- Monalisa Chinda como Nana
- Joseph Benjamin como Olumide
- Bimbo Manuel como psicoterapeuta
- Femi Ogedengbe como inspectora
- Tope Tedela
- Julius Agwu

## Recepción
Nollywood Reinvented elogió su trama y la calificó como una desviación de la forma habitual de narración utilizada en Nollywood. Mantene una calificación promedio de 59%.